# Emanuel Zichy-Ferraris

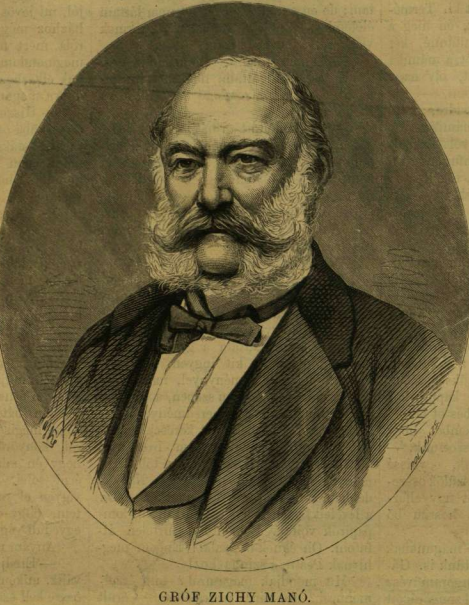
Emanuel Graf Zichy-Ferraris

Emanuel (Manó) Graf Zichy-Ferraris (* 26. Dezember 1808 in Wien; † 5. April 1877 in Budapest) war ein ungarischer Magnat, Abgeordneter im Ungarischen Reichstag und Großgrundbesitzer.

## Leben

### Abstammung
Die Familie Zichy gehört zu den ältesten Adelsgeschlechtern im Königreich Ungarn. Ihre Wurzeln gehen bis in das Jahr 1260 zurück. Ihr Ursprung ist in den Ortschaften Zajk im Komitat Zala und Zics im Komitat Somogy zu finden. Im 14. Jahrhundert begann die Familie den Namen De Zich zu benutzen. István Zichy (1616–1693) wurde am 21. August 1679 von Kaiser Leopold I. in den erblichen Grafenstand erhoben. Viele Mitglieder des Geschlechtes spielten eine bedeutende Rolle in der Komitats- und Militärverwaltung des ungarischen Königreiches und waren Mitglieder der Magnatentafel. Ab den 17. Jahrhundert zerfiel das Geschlecht der Zichys in mehrere Nebenzweige, eine davon war das Grafenhaus derer von Zichy-Ferraris.
Emanuel Zichy-Ferraris wurde als siebentes Kind des Feldmarschalls Franz Graf Zichy-Ferraris (1777–1839) und dessen Ehefrau Maria Wilhelmine de Ferraris (1780–1866) geboren.
Das Ehepaar hatte insgesamt elf Kinder:
- Henriette (1800–1852) ⚭ Vincent Fürst Odescalchi († 1833)
- Joseph (1801–1825)
- Moritz (*/† 1802)
- Emilie (* 1803) ⚭ Paul Graf Széchényi
- Melanie (1805–1854) ⚭ 1831 mit Clemens Lothar Fürst Metternich
- Viktor (1806–1846)
- Emanuel ⚭ am 2. April 1837 Charlotte Leopoldine Strachan (1815–12. November 1851 auf Schloss Karlburg?[2])
- Felix (1810–1885) ⚭ Emilie Gräfin Reichenbach-Lessonitz[3]
- Alfred (*/† 1812)
- Ludwig (ung. Lajos) (1814–1859) ⚭ Auguste Blessińska
- Karl (1817–1832)

### Biographie
Emanuel Zichy war Spross einer der bedeutendsten aristokratischen Familien Ungarns. In Wien geboren wuchs er im deutschen Sprach- und Kulturmilieu auf. Seine Muttersprache war das Deutsche, die ungarische Sprache erlernte er erst im Erwachsenenalter, er beherrschte diese Sprache nur mangelhaft, bis an sein Lebensende unterliefen ihm zahlreiche grammatikalische Fehler. In jungen Jahren entschied er sich für eine Militärlaufbahn. Zwischen 1825 und 1839 diente er – wie sein Vater – im k.k. Husarenregiment Nr. 1 im Range eines Majors.
Nachdem sich Graf Emanuel Zichy am 2. April 1837 mit Charlotte Leopoldine Strachan vermählt hatte, quittierte er 1839 den Militärdienst und zog sich ins Privatleben zurück. Bereits kurz nach der Vermählung beauftragte er den Wiener Architekten Franz Beer (1804–1861) mit der Planung eines Schlosses auf seinem Gut in Karlburg. Das Schloss sollte seiner Gemahlin zu ehren, die Engländerin war, im Tudorstil errichtet werden. Bereits im Jahre 1841 wurde mit dem Planungsarbeiten am Schoss Karlburg begonnen. Der Grundstein wurde am 11. Juni 1843 von Klemens Wenzel Lothar Fürst von Metternich gelegt, der ein Schwager von Graf Emanuel war.

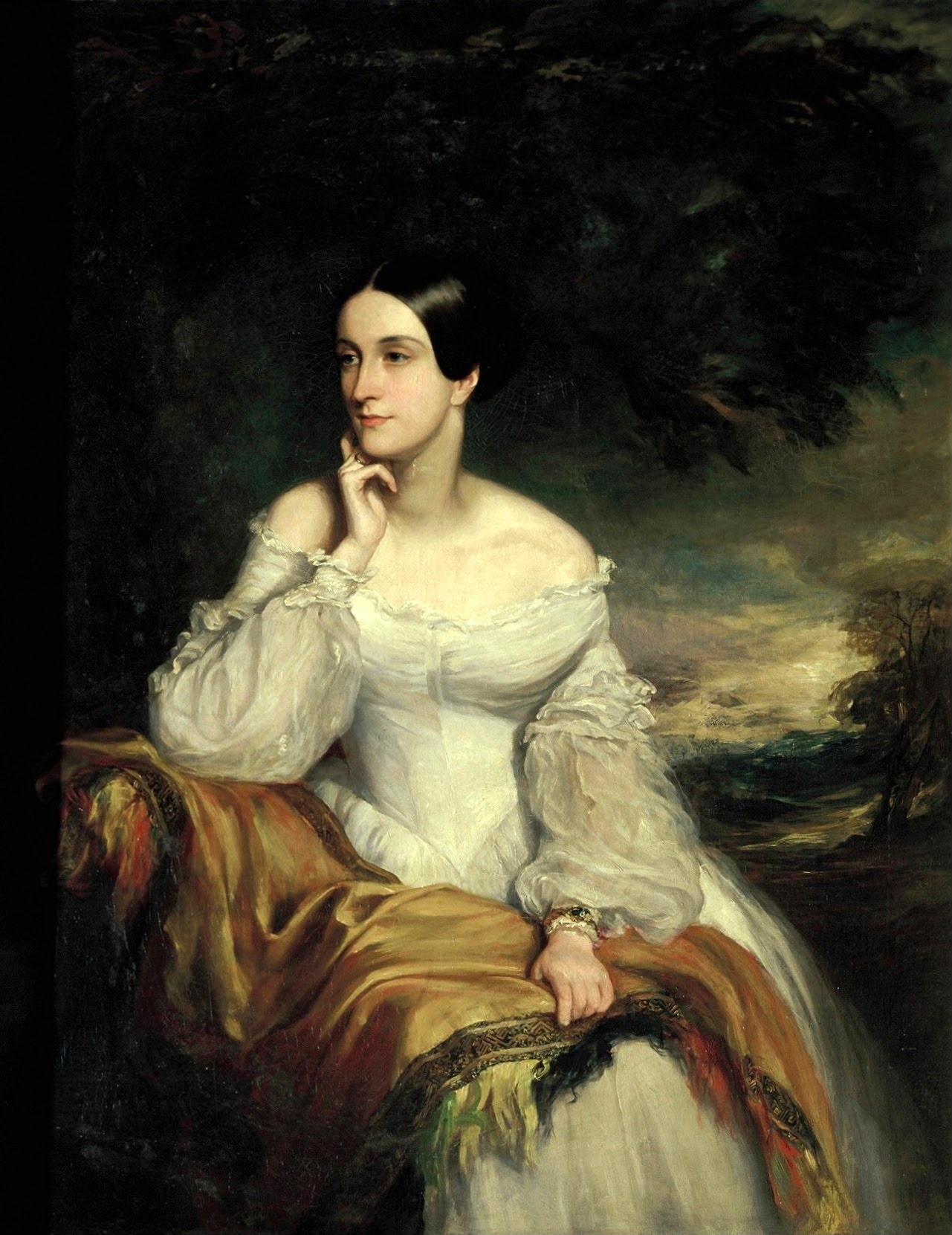
Charlotte Strachan (nach einem Gemälde des schottischen Malers Francis Grant)

Seine Gattin Charlotte Leopoldine Strachan (1815–1851) war die Tochter eines sehr wohlhabenden schottischen Admirals Sir Richard Strachan, 6. Baronet (1760–1828) und dessen Ehefrau Louisa geb. Dillon (1783–1822). Sie war eine berühmte Schönheit und wurde zu Beginn ihrer Beziehung von Emanuel Zichy abgöttisch geliebt. Charlotte brachte eine beträchtliche Mitgift im Wert von rd. 1,7 Millionen Silber-Gulden in die Ehe. Dieses Geld wurde teilweise für den Bau des Schlosses in Karlsburg verbraucht. Charlotte war in der damaligen ungarischen Gesellschaft sehr beliebt, viele Männer verehrten und bewunderten sie. So widmete ihr der ungarische Komponist Ferenc Enkel seine Oper Maria Batori, und auch Therese Brunsvick erwähnt sie öfters in ihrem Tagebuch. Bei einem dieser gesellschaftlichen Anlässe lernte Charlotte den ungarischen Grafen Emanuel (ung. Manó) Andrássy kennen, in den sie sich unsterblich verliebte. Charlotte verließ ihren Ehemann und reiste mit Andrássy durch die Welt. Die Ehe mit Zichy, die wegen finanzieller Streitigkeiten ohnehin zerrüttet war, wurde geschieden und Charlotte Strachan beging am 12. November 1851 Selbstmord. In der Reformierten Kirche am Calvinplatz zu Pest wurde ihr eine Mausoleum errichtet, wo ihre sterblichen Überreste bestattet wurden.
Unter dem Einfluss des Grafen István Széchenyi entwickelte sich Zichy zu einem patriotischen Ungarn. Im Jahre 1848 schloss sich Zichy der ungarischen Revolutionsregierung unter Lajos Kossuth an, trat erneut in die Revolutionsarmee ein und diente als Major in der Honvédarmee. Am 17. Januar 1849 quittierte er seinen Dienst in der Honvedarmee und zog sich erneut ins Privatleben zurück und lebte zurückgezogen auf seinen Gütern im Komitat Wieselburg.
Nach dem Tode seiner Frau verkaufte Emanuel Zichy im Jahre 1851 die Herrschaft Karlburg an seinen jüngeren Bruder Felix Zichy und zog nach Somlószőlős im Komitat Veszprém. Hier ließ er sich eine neue Residenz – ebenfalls in Tudorstil – erbauen, die bis an sein Lebensende in seinem Besitze blieb. Das Schlösschen, welches von den ungarischen Architekten Adolf Voyta (1834–1923) entworfen wurde, war jedoch wesentlich kleiner, als die Residenz von Karlburg.
Emanuel Zichy-Ferraris engagierte sich auch bei der Entwicklung des Bade- und Kulturlebens am Plattensee. Vor allem lag ihm die Entwicklung des Badelebens in Balatonfüred am Herzen. Er wurde Leiter des Hilfskomitees, das sich um den Bau eines Theaters in Balatonfüred bemühte. Am 7. Juli 1861 konnte auch ein neues Theater ("Arena" genannt) eingeweiht und in Betrieb genommen werden. Außerdem engagierte er sich um den Ausbau und die Verschönerung des Ortes Balatonfüred, welcher ih sehr am Herzen lag.

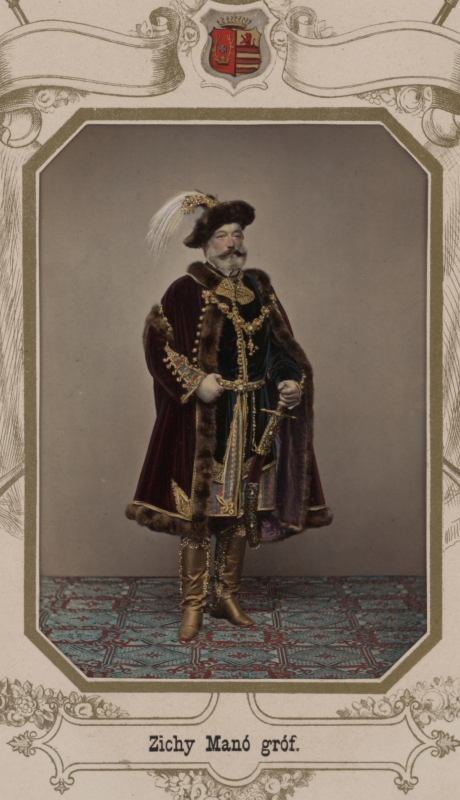
Emanuel Zichy-Ferraris in ungarischer Magnatentracht bei der Krönung von Franz Joseph I. und Elisabeth von Österreich-Ungarn

Zwischen 1861 und 1875 war Zichy-Ferraris Mitglied des Oberhauses (Magnatentafel) im Ungarischen Reichstag. Ab 1865 war er Mitglied der 'Deák-Partei' welche als Regierungspartei in Königreich Ungarn die parlamentarische Mehrheit besaß. In kostbarer Magnatentracht nahm er am 8. Juni 1867 in der Matthias-Kirche zu Ofen an der Krönung Franz Josephs und seiner Gemahlin Elisabeth zu Apostolischen Königen von Ungarn teil. In seiner Eigenschaft als Kämmerer führte er auch die ungarische Delegation an, die den königlichen Majestäten vorgestellt wurden.
Von seiner gescheiterten Ehe tief enttäuscht, heiratete er nicht mehr und starb ohne eigene Nachkommen. Seine letzten Jahre verbrachte er auf seinem Gut in Somlószőlős oder in seiner Wohnung in der Budapester Josefstadt (Esterházy utca 18), wo er auch am 5. April 1877 starb.